# Villanova d’Albenga
Villanova d’Albenga (im Ligurischen: Villanöva) ist eine italienische Gemeinde mit 2787 Einwohnern (Stand 31. Dezember 2023) in der Region Ligurien. Politisch gehört sie zu der Provinz Savona.

## Geographie

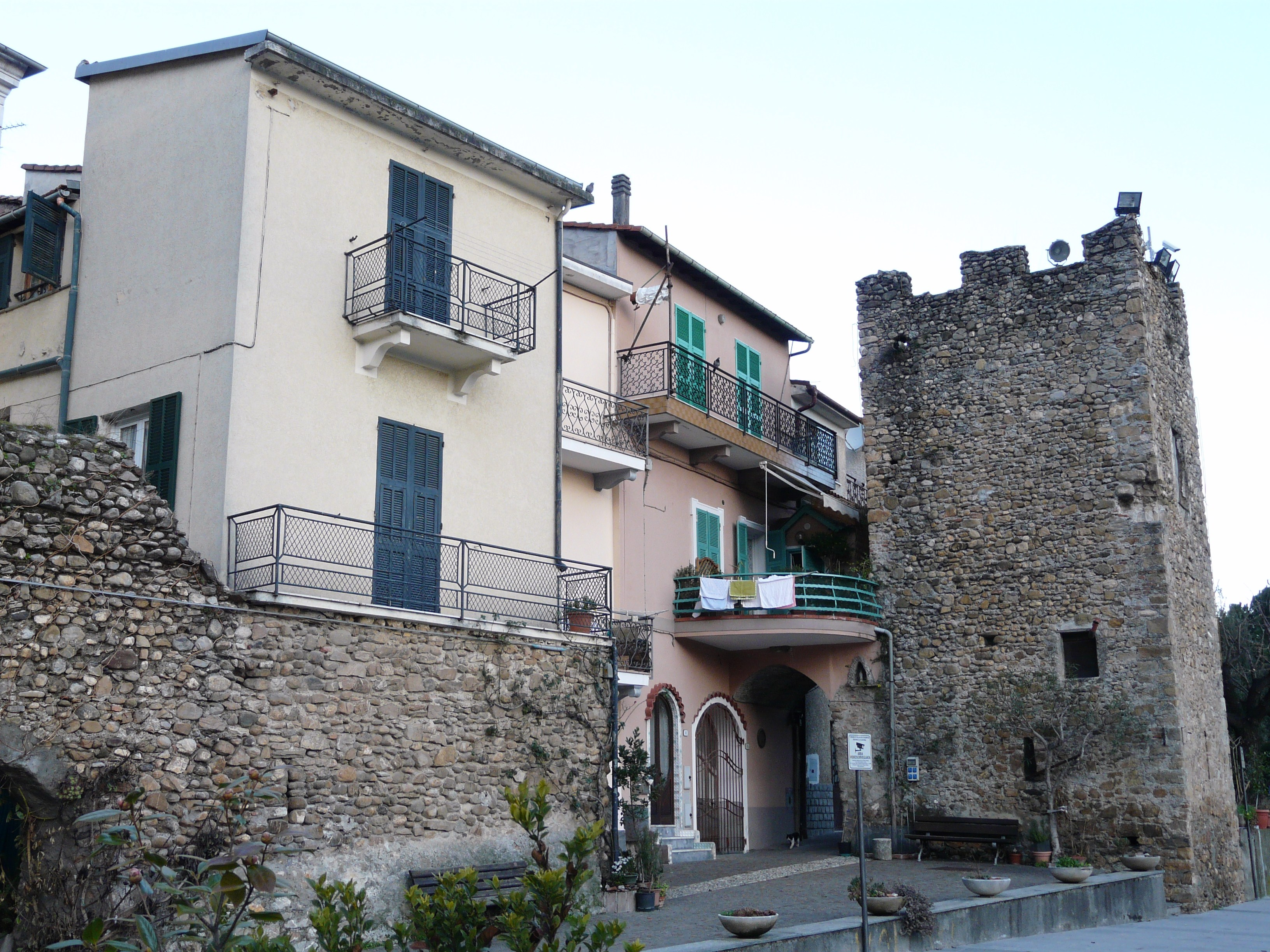
Stadtmauer und Wachturm von Villanova d'Albenga in Ligurien

Die aus dem mittelalterlichen Jahre 1250 stammende Gemeinde liegt am Zusammenfluss der Bäche Arroscia und Lerrone. Sie gehört zu der Comunità Montana Ingauna und befindet sich circa 51 Kilometer entfernt von der Provinzhauptstadt Savona.
Nach der italienischen Klassifizierung bezüglich seismischer Aktivität wurde die Gemeinde der Zone 3 zugeordnet. Das bedeutet, dass sich Villanova d’Albenga in einer seismisch wenig aktiven Zone befindet.

## Klima
Die Gemeinde wird unter Klimakategorie C klassifiziert, da die Gradtagzahl einen Wert von 1258 besitzt. Das heißt, die in Italien gesetzlich geregelte Heizperiode liegt zwischen dem 15. November und dem 31. März für jeweils zehn Stunden pro Tag.